# Ghiacciaio Bagshawe
Il ghiacciaio Bagshawe (in inglese Bagshawe Glacier) (64°56′S 62°35′W) è un ghiacciaio situato sulla costa di Danco, nella parte occidentale della Terra di Graham, in Antartide. Il ghiacciaio, il cui punto più alto si trova 657 m s.l.m., scorre sul versante nord-orientale del monte Theodore, sul versante occidentale dell'altopiano Proibito, da cui fluisce verso nord fino ad arrivare alla cala di Lester, nella baia di Andvord, poco a ovest del monte Tsotsorkov.

## Storia
La bocca del ghiacciaio Bagshawe è stata avvistata per la prima volta durante la spedizione belga in Antartide nel febbraio del 1898 mentre l'intera formazione è stata osservata da Kenneth V. Blaiklock, del British Antarctic Survey (che all'epoca si chiamava Falkland Islands Dependencies), dalla nave MV Norsel nell'aprile del 1955. Il ghiacciaio è stato battezzato con l'attuale nome dal Comitato britannico per i toponimi antartici in onore di Thomas W. Bagshawe, il quale, nel 1921, assieme a Maxime C. Lester, passò l'inverno presso punta Waterboat, vicino alla baia di Andvord.